# Émile Chambon

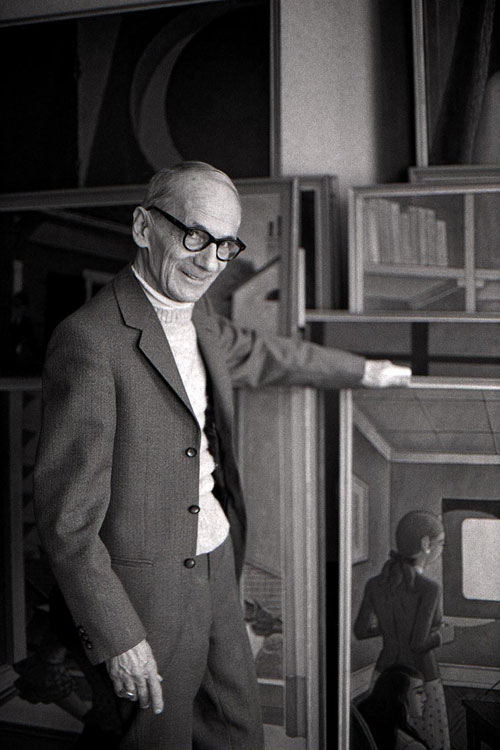
Émile Chambon

Émile François Chambon (* 10. Januar 1905 in Genf; † 28. Oktober 1993 in Collonge-Bellerive) (Bürger von Carouge GE) war ein Schweizer Maler.

## Leben
Émile Chambon wurde in Genf als Sohn des Emile-Joseph Chambon und dessen Ehefrau Joséphine Coppier geboren. Als Künstler des 20. Jahrhunderts ist der Genfer Maler Émile Chambon immer unabhängig von den grössten künstlerischen Bewegungen seiner Epoche geblieben trotz des Umgangs, den er mit Zeitgenossen pflegte. Die Arbeiten von Gustave Courbet, Caravaggio oder Félix Vallotton, für die er eine grosse Leidenschaft hegte, und die figurative Malerei hat er immer verehrt. Kubismus und Surrealismus haben ihn sehr beeinflusst, obwohl Chambon sich nie zu einer der beiden Stilrichtungen zugehörig fühlte. Persönlichkeiten wie Louise de Vilmorin, welche den Künstler regelmäßig unterstützte, oder Prinz Sadruddin Aga Khan, mit welchem Chambon seine Leidenschaft zu der Primitiven Kunst teilte, zählte er zu seinem Freundeskreis.

## Auswahl
- La Blouse blanche, 1926, Museum für Kunst und Geschichte, Freiburg
- Le Peintre et son modèle, 1934, Museum für Kunst und Geschichte, Freiburg
- Prise du drapeau du « Front National » par la police de Léon Nicole, le 1er juin 1935, 1935, Kunstmuseum, Genf
- L'Enterrement de première classe, 1938, Kunsthaus Zürich, Zürich
- Femme à la toilette (Orientale), 1941, Musée d’Art et d’Histoire, Neuenburg
- L’Eau, le Gaz et l’Électricité, 1943, Services industriels de Genève, usine de Verbois (Genf)
- La Maison du pasteur, 1945, Musée d’Art et d’Histoire, Genf
- La Charité, 1946, Vitromusée, Romont
- La Cheminée, 1948–1964, Musée cantonal des beaux-arts de Lausanne
- Le Salon de Cologny, 1948–1964, Kunstmuseum, Genf
- Jeune fille au narcisse, 1949, Kunstmuseum Winterthur, Winterthur
- Conversation (le couple), 1950, Primavera Gallery, New York
- Le Cauchemar, 1950, Primavera Gallery, New York
- Hommage à Courbet, 1952, Aargauer Kunsthaus, Aarau
- L’Indiscret, 1956, Primavera Gallery, New York
- La Justice, 1957, Wandteppich nach einer Skizze von Émile Chambon, Fonds cantonal d’art contemporain, Genf
- Jeune fille aux mouettes (Marina Doria), 1957–1961, Musée de Carouge
- Harpe du Soudan, 1960, Aargauer Kunsthaus, Aarau
- Pygmalion, 1961, Kunstmuseum, Genf
- Psyché et l’Amour, 1962, Kunstmuseum, Genf
- Jeune fille aux pensées, 1966, Fonds cantonal d’art contemporain, Genf